# Пильман, Жан-Батист
Жан-Бати́ст Пильма́н (фр. Jean-Baptiste Pillement; 24 мая 1728, Лион — 26 апреля 1808, Лион) — французский художник, живописец-пейзажист, рисовальщик-орнаменталист, гравёр, мастер офорта, и декоратор интерьеров в стиле рококо. Мастер стиля шинуазри.

## Биография
Жан-Батист Пильман происходит из лионской ветви семьи потомственных живописцев лотарингского происхождения. Художниками были его дед, отец, ближайшие родственники отца. Жан-Батист был заядлым путешественником, жил между Варшавой, Лондоном, Лиссабоном и Парижем.
В 1743 году он переехал из Лиона в Париж, где был нанят Жан-Батистом Удри в качестве ученика рисовальщика на Мануфактуре Бове (в 1733—1734 годах Удри был директором мануфактуры). В 1745 году Пильман уехал в Мадрид, где пробыл пять лет. Далее путешествовал по Европе. Писал пасторальные пейзажи: деревенские виды, пастухи, пастушки, ведущие своих коз и овец к ручью, водяная мельница, скалистые возвышенности, покрытые пышной растительностью, и поэтизированные руины. В 1750 году в возрасте двадцати двух лет он переехал в Португалию, в Лиссабон, где его живописные работы пользовались успехом. Соблазн дальнейших путешествий заставил его отказаться от предложения стать придворным живописцем короля Португалии Жозе I. В 1754 году он переехал из Лиссабона в Англию, в Лондон, всего за год до сокрушительного лиссабонского землетрясения.
Пильман провел в Англии восемь лет, затем побывал в Голландии, Германии, изучал английскую, немецкую и голландскую пейзажную живопись. Он был вдохновлен картинами голландского художника Николаса Берхема. В этот период Пильман познакомился со знаменитым английским актёром и драматургом Дэвидом Гарриком и его австрийской женой Евой Марией Вайгель, которые стали страстными коллекционерами его работ. Затем, в 1763 году, Пильман отправился в Вену, где служил при императорском дворе Марии Терезии и её супруга Франца I Стефана Лотарингского, избранного императором в 1745 году. В 1765 году он уехал из Вены в Варшаву. Для польского короля Станислава Августа Понятовского оформлял интерьеры Королевского замка в Варшаве, где создал «Китайскую комнату», и резиденции в Уяздове.
В 1766—1767 годах был в Санкт-Петербурге, где с его именем (по одной из версий) связывают создание панно Стеклярусного кабинета Китайского дворца в Ораниенбауме, пригороде российской столицы.
Затем Пильман работал в Пьемонте, Милане, Риме и Венеции. В 1768—1780 годах был придворным художником королевы Марии-Антуанетты. Украшал дворец Малый Трианон в Версале. В 1780—1787 годах снова уехал в Португалию, где проектировал и выполнял украшения интерьеров для королевского двора; основал также школу рисунка. Был в Швейцарии (Базель), снова на Пиренейском полуострове (Кадис). Во время Великой французской революции и в 1790-е годы жил в южном Лангедоке. Последние годы жизни Жан-Батист Пильман провёл в родном Лионе, где проектировал орнаменты для шёлковых мануфактур и давал уроки живописи. Он оставался в Лионе до своей смерти в 1808 году. Умер в нищете, поскольку вкусы изменились и никто уже не заказывал орнаменты в стиле рококо и украшения шинуазри.
Его сын Виктор Пильман (1767—1814) стал рисовальщиком-орнаменталистом и художником-гравёром.

## Особенности творчества
За свою жизнь Пильман выполнил более трёхсот графических листов с изображениями цветов и растений. Его орнаментальные композиции гравировали английские, французские и голландские гравёры, среди которых наиболее известен Пьер-Шарль Кано. В Лондоне, где Пильман жил и работал с 1754 по 1762 год, он опубликовал свои первые альбомы орнаментальных гравюр.
Наибольшую известность получили альбомы гравированных рисунков «Стилизованные цветы в китайском стиле для шёлка и ситцев» (Fleurs stylisées à la chinoise pour la soie et le chintz, 1760), «Рисунки цветов, орнаментов, картушей, фигур и сюжетов в китайском стиле» (Œùvre de fleurs, ornements, cartouches, figures et sujets chinois, 1776), «Новая сюита с китайскими картинками для рисовальщиков и живописцев…» (Nouvelle suite de cahiers chinois a l’usage des Dessinateurs et des peintres", No.2, Inventés et dessinés par Jean Pillement. Gravés par Anne Allen; после 1775). В 1767 году издатель Шарль Левье объединил награвированные рисунки Пильмана в альбом под названием «Произведения Жана Пильмана, живописца и знаменитого рисовальщика, состоящие из двухсот образцов, часть из которых выгравирована им самим в офорте: другие — Кано, Равене, [James] Массоном, Валле и другими искусными гравёрами» (Œuvres de Jean Pillement peintre et dessinateur célèbre, composées de deux cents pièces dont une partie gravée par lui-même à l’eau-forte : les autres par Canot, Ravenet, [James] Masson, Wallet[Qui ?] et autres habiles graveurs).
Композиции Пильмана представляют собой смесь изображений фантастических птиц, цветов, животных, человеческих фигур и различных китайских мотивов. Пильман считается главным создателем жанра декоративных панно «шинуазри» в архитектурных интерьерах, отчего «китайский стиль» в этом виде искусства во Франции стали называть «стилем Пильмана». Он часто работал с гравёрами, такими как Энн Аллен, которая впоследствии стала его женой. Его композиции использовали в росписи фарфора и шёлка, набивных тканях и бумажных обоях в «восточном стиле» на различных мануфактурах Франции.
Работы мастера ныне хранятся во многих музеях мира, в том числе, в парижском Лувре, художественных музеях Кливленда, Филадельфии, Гонолулу, Британской Колумбии, Индианского университета, Метрополитен-музее, Национальной галерее искусства в Вашингтоне, Бостонском музее изящных искусств, Лондонском Институте искусства Курто, Музее изобразительных искусств в Лейпциге, в Палаццо Питти и частных коллекциях.

## Галерея
- Пейзаж с пастушками и стадом. Ок. 1783 г. Холст, масло. Лувр, Париж
- Пасторальный пейзаж. 1790. Пастель, бумага на холсте
- Композиция в стиле шинуазри. Холст, масло. 1765. Музей изящных искусств города Парижа
- Пейзаж с погонщиками мулов и крестьянами. 1780-е гг. Холст, масло. Национальная галерея Ирландии, Дублин
- Замок Нидервайден, Нижняя Австрия. Бальный зал. 1765. Росписи Ж.-Б. Пильмана
- Белый домик. 1774. Китайская комната. Архитектор Д. Мерлини. Лазенки, Варшава
- Виньетка в китайском вкусе. 1760-е гг. Офорт. Частное собрание
- Композиция в стиле шинуазри из издания «Nouvelle suite de cahiers arabesques chinois a l'usage des dessinateurs». После 1775 г. Цветной офорт
- Домик на дереве. 1773. Офорт
- Цветы и птицы. Композиция для росписи шёлка. 1760. Раскрашенный офорт. Метрополитен-музей, Нью-Йорк
- Вышивка. По рисунку Ж.-Б. Пильмана. Лион ? Метрополитен-музей, Нью-Йорк